# Rosario Castellanos
Rosario Castellanos Figueroa (Mèxic, D. F., 25 de maig de 1925 - Tel-Aviv, Israel, 7 d'agost de 1974). Va ser una narradora i poeta i és considerada una de les escriptores mexicanes més importants del segle xx. Va ser ambaixadora de Mèxic a Israel fins a la seva mort el 1974. També és considerada una de les pioneres del feminisme mexicà.

## Biografia
Rosario Castellanos va néixer a Ciutat de Mèxic al maig de 1925, filla d'Adriana Figueroa i César Castellanos. Va créixer a la hisenda de la seva família a Comitán, Chiapas, a la regió maia del sud de Mèxic. A l'edat de set anys, el seu germà petit Mario va morir d'apendicitis el 1933; Castellanos, que coneixia la preferència familiar pel nen, sempre es va sentir culpable d'haver estat ella qui continués amb vida. Va ser criada per la seva nana Rufina, que l'acostà a la realitat indígena.
En morir els seus pares, al 1948, i quedar òrfena i amb mitjans financers limitats, va sentir una necessitat urgent per a l'autoexpressió i aviat es va convertir en la primera dona escriptora de Chiapas.
Posteriorment va emigrar a la Ciutat de Mèxic on, el 1950, es va graduar com a mestra en filosofia per la Universitat Nacional Autònoma de Mèxic, amb la tesi «Sobre cultura femenina». Es va relacionar a partir d'aleshores amb Ernesto Cardenal, Dolores Castro, Jaime Sabines i Augusto Monterroso. També va estudiar estètica a la Universitat de Madrid amb una beca de l'Institut de Cultura Hispànica, entre 1950 i 1951.
Va ser professora de la Facultat de Filosofia i Lletres de la UNAM, així com de la Universitat de Wisconsin, a la Universitat Estatal de Colorado i a la Universitat d'Indiana. Va escriure durant anys al diari Excelsior, va ser promotora del Instituto Chiapaneco de Cultura i del Instituto Nacional de los Pueblos Indígenas, així com secretària del PEN Club. Els anys 1954-55 va ser becada per la Fundació Rockefeller en el Centro Mexicano de Escritores.
Es va casar amb el professor de filosofia Ricardo Guerra el 1958, i el naixement del seu fill, Gabriel, va ser un moment important a la seva vida, ja que ella es trobava lluitant amb la depressió després de diversos avortaments involuntaris i la mort d'una filla acabada de néixer. Finalment, tanmateix, es va divorciar després de tretze anys de matrimoni, al llarg dels quals hi va haver una perllongada depressió. Va dedicar una extensíssima part de la seva obra i de les seves energies a la defensa dels drets de les dones, feina per la qual és recordada com un dels símbols del feminisme llatinoamericà. Però al nivell personal la seva pròpia vida va estar marcada per un matrimoni difícil i amb depressions i penalitats contínues.
Castellanos va morir a Tel-Aviv a l'edat de 49 anys a causa d'un desafortunat accident domèstic, com a conseqüència d'una descàrrega elèctrica provocada per un llum quan acudia a contestar el telèfon en sortir de banyar-se. Les seves despulles descansen a la Rotonda de les Persones il·lustres de Mèxic des del 9 d'agost de 1974.

## Carrera literària
La seva obra tracta de temes polítics, ja que concebia el món com un «lloc de lluita en què un està compromès», com va expressar en el seu poemari Lívida luz. Considerava la poesia «un intent d'arribar a l'arrel dels objectes». Mirava de lligar cada tema amb el quotidià i amb l'interès pel paper de la dona en la societat i la crítica de l'enfocament sexista, exemplificat pel seu conte Lección de cocina: cuinar, callar i obeir el marit. La seva obra de teatre El eterno femenino (1975) s'apuntala sobre principis feministes. Segons un article de Mercedes Serna, a través de l'obra «Castellanos farà un recorregut irònic i jocós per la història de la dona a Mèxic, a través d'una sèrie de personatges femenins».

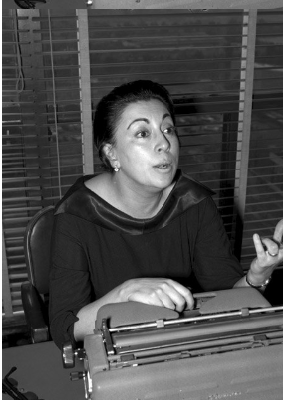
Rosario Castellanos, en la dècada de 1960.

El seu propis sentiments es reflecteixen en els seus escrits: al conte Primera revelación descriu la seva experiència de nena discriminada enfront del seu germà; el poema en prosa Lamentación de Dido s'inspira en el desamor del seu company de molts anys, Ricardo Guerra; la novel·la Rito de iniciación, també de connotacions autobiogràfiques, s'enfoca als conflictes d'una dona dedicada als estudis per escapar dels prejudicis conservadors de la província i afrontar la competència professional a la ciutat. Aquesta obra només es va publicar de manera pòstuma.
Moltes de les obres de Rosario Castellanos pretenen cridar l'atenció sobre la desigualtat entre dos grups, principalment entre homes i dones, però també entre els blancs i els indis. Castellanos mostra com s'utilitza el llenguatge com a instrument de poder i dominació, i com les dones, sense una veu, poden ser dominades pels homes.
En el seu assaig La novela mexicana contemporánea y su valor testimonial, Castellanos comenta que les obres indígenes parlen de «l'objectivitat del tractament i la individualitat del personatge», i encara que és estrany per a la societat «blanca», és encara important per a la història i la narrativa de Mèxic. Castellanos reconeix el seu privilegi com una dona blanca, a mitjan segle xx. També es refereix a la importància de la novel·la mexicana i la descriu com «una aspiració per al coneixement lúcid».

### Balún Canán
Aquesta novel·la, publicada el 1957, està dividida en tres parts, que, com diu Véronique Landry, «convergeixen en la història d'una nena de set anys de classe social alta, filla d'un hisendat mexicà de la regió de Chiapas». I hi afegeix Landryː amb els «nombrosos canvis socials i polítics engegats pel govern, aquesta nena sense nom es troba a la recerca d'una identitat». «Aquesta identitat», continua l'anàlisi de Landry, «gira al voltant d'un món ple d'opressió i […] segregació racial, social i sexual». Balún Canán està escrit, doncs, des del punt de vista del «discurs autobiogràfic» durant el mandat com a president de Lázaro Cárdenas. El problema aquí és el conflicte entre indígenes i blancs. Els indígenes retreuen als blancs que els arrabassessin injustament les terres i també el llenguatge. És així que César, el propietari, ben assabentat de les pertorbacions polítiques i la dinàmica social del moment actual, decideix de mala gana atorgar certs drets als indis, com portar el mestre a l'escola i augmentar els sous, mentre que la seva dona, Zoraida, s'oposa resoltament a la nova llei. En la novel·la, a més, es mostren els diversos nivells de jerarquia social basada en el poder i el gènere. El patró és a la posició superior, el seu hereu (el fill home) sota d'ell, seguit per la dona i la família, mentre que a la part inferior de l'escala hi ha els mestissos, els indis (peons i criats), i en la posició encara més baixa les dones sistemàticament degradades.

### Ciudad real
En aquestes històries, publicades el 1960, Castellanos se centra en les desigualtats entre blancs i indis i entre homes i dones. Diu la crítica Mary Gómez Parham: «instruments d'aquesta alienació inclouen codis severs de cortesia, el masclisme i d'altres formes d'estereotips sexuals, la cobdícia i, sobretot, les barreres lingüístiques». La comunicació continua sent un tema important en l'alienació i l'obra de Castellanos, i Ciudad real afronta la tensió entre els nadius i els blancs, ja que no comparteixen un llenguatge comú i no es tenen confiança. Hi continuen apareixent els mateixos temesː un home misogin (que assegura que una dona «va fer malbé el seu fill»), i persones solitàries o marginades.
Tanmateix, l'última història de la novel·la és una mica diferent. El personatge principal, Arthur, té coneixement de la llengua espanyola, així com l'idioma indígena, i per això és capaç de trencar algunes de les barreres que s'observen entre els diferents grups al llarg de la novel·la. Al final, es connecta amb la natura —un fet estrany en obres de Castellanos— i aconsegueix la pau amb ell mateix i amb el món. És l'únic conte dins de la novel·la amb un «final feliç».

### Oficio de tinieblas
Aquesta obra, publicada l'any 1962, narra l'aixecament que es va produir a l'estat de Chiapas entre 1867 i 1870 anomenat Guerra de Castes, Rebel·lió Chamula o Revolució messiànica dels tsotsiles, que va culminar amb la crucifixió d'un indi que es convertiria en el Crist dels indis. “Ara nosaltres també tenim un Crist. No ha nascut en va ni ha agonitzat ni ha mort en va. El seu naixement, la seva agonia i la seva mort serveixen per anivellar el tzotzil, el chamula, l'indi, amb el ladí.”

### Altres
Dedicat a la seva producció de contes, Álbum de familia, el segon volum de les seves obres completes, inclou, a més a més dels seus tres reculls de contes, els relats inèdits« Crónica de un suceso inconfirmable», «Primera revelación» i «Tres nudos en la red». En una anàlisi del text per Mary Gómez Parham, comenta que «nous elements com l'homosexualitat i el feminisme-com-a-política hi apareixen […] per explorar noves formes de lluitar amb el vell problema de l'alienació».

## Obra

### Novel·les
- 1957, Balún Canán
- 1960, Ciudad real
- 1962, Oficio de tinieblas
- 1964, Los convidados de agosto
- 1996, Rito de iniciación
- 1971, Álbum de familia

### Poesia
- 1948, Trayectoria del polvo
- 1948, Apuntes para una declaración de fe
- 1950, De la vigilia estéril
- 1952, El rescate del mundo
- 1952, Presentación al templo: poemas
- 1957, Poemas
- 1959, Al pie de la letra
- 1959, Salomé y Judith: poemas dramáticos
- 1960, Lívida luz
- 1960, Materia memorable
- 1972, Poesía no eres tú: obra poética

### Contes
- 1960, Ciudad real
- 1964, Los convidados de agosto
- 1971, Álbum de familia

### Assaig
- 1950, Sobre cultura femenina
- 1960, La novela mexicana contemporánea y su valor testimonial
- 1973, Mujer que sabe latín...
- 1975, El mar y sus pescaditos
- 1997, Declaración de fe: Reflexiones sobre la situación de la mujer en México

### Col·leccions d'articles
- 1994, El uso de la palabra
- 2004, Mujer de palabras: Artículos rescatados de Rosario Castellanos

### Teatre
- 1952, Tablero de damas, pieza en un acto
- 1975, El eterno femenino: Farsa

### Epistolari
- 1994, Cartas a Ricardo

## Reconeixement i memòria
El 1958 va rebre el Premi Chiapas per Balún Canán, i dos anys després el Premi Xavier Villaurrutia, per Ciudad Real. Entre altres guardons posteriors, destaquen el Premi Sor Juana Inés de la Cruz (1962), el Premi Carlos Trouyet de Lletres (1967) i el Premi Elías Sourasky de Lletres (1972).

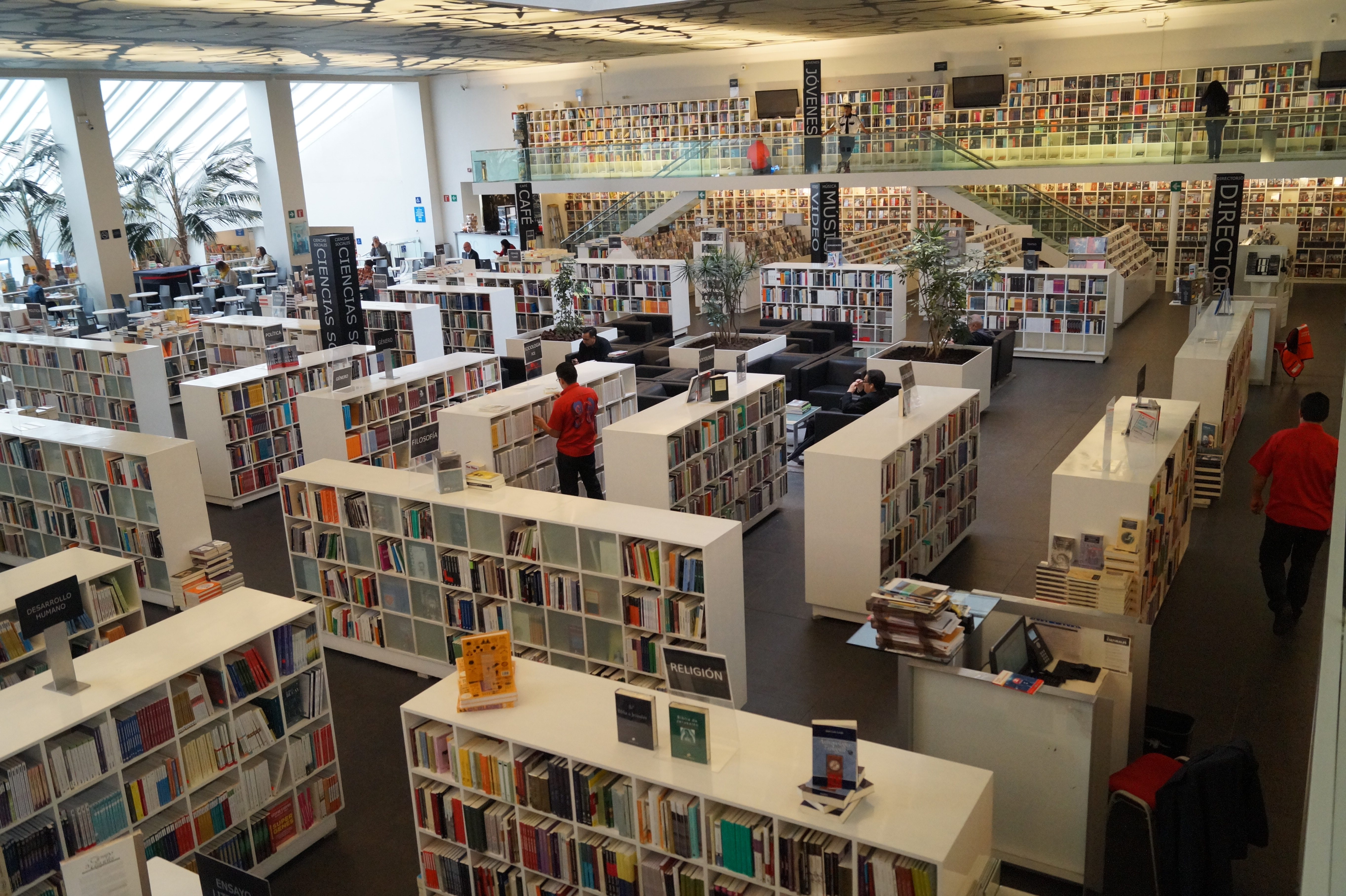
Llibreria Rosario Castellanos, a Ciutat de Mèxic

La pel·lícula mexicana Los adioses (2018), de Natalia Beristáin, presenta els anys de joventut i estudi de Rosario Castellanos i, sobre tot, la seva relació amb Ricardo Guerra Tejada.
Diversos llocs públics porten el seu nom: 
- El Centre Cultural Rosario Castellanos i la Biblioteca Pública Regional Rosario Castellanos a Comità, Chiapas, a més del Festival Internacional de les Cultures i les Arts Rosario Castellanos.
- Un parc i una biblioteca pública situats a la delegació Cuajimalpa de Morelos, a la Ciutat de Mèxic.
- La librería del Fondo de Cultura Económica (FCE) del Centro Cultural Bella Época, de la Ciutat de Mèxic.
- La biblioteca del Centre d'Investigacions i Estudis de Gènere, de la UNAM.
- Un dels jardins de la Facultat de Filosofia i Lletres, de la UNAM.
- L'Institut d'Estudis Superiors Rosario Castellanos, a la Ciutat de Mèxic

El 23 de març del 2021, el Ple del Senat de la República va crear el Premi al Mèrit Literari Rosario Castellanos, dirigit a escriptores i escriptors d'àmplia trajectòria literària en els gèneres de narrativa, dramatúrgia, poesia o assaig amb obra escrita en espanyol o en qualsevol de les llengües originàries de Llatinoamèrica. El premi consisteix en un bust de bronze amb l'efígie de Castellanos i $200,000 pesos.
Al 2017 va ser inaugurat a Chiapas el Museu Rosario Castellanos, situat al barri de Jesuscito, al Centre Històric de Comitán.